# Torre dell'Orologio

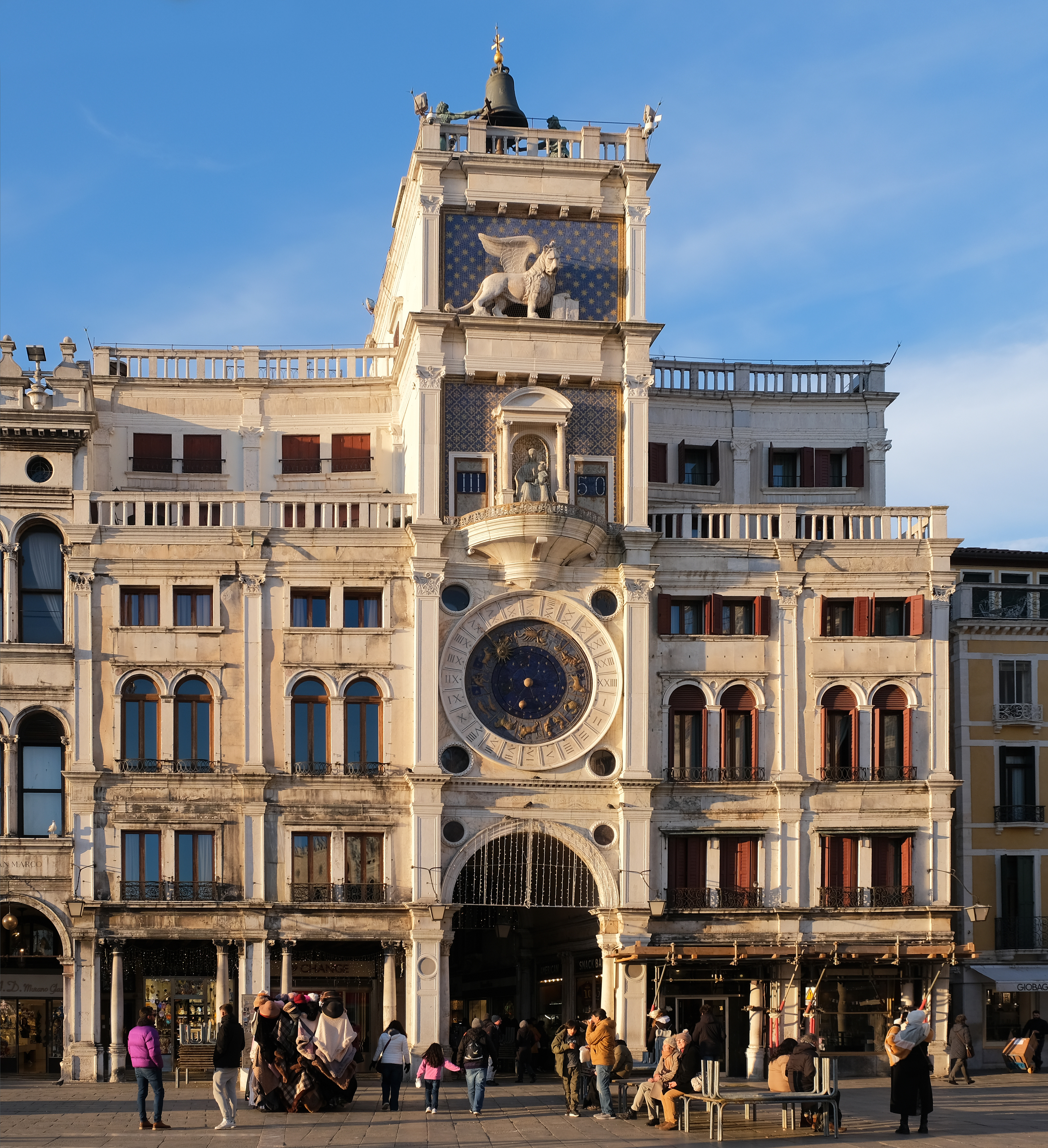
Torre dell'Orologio

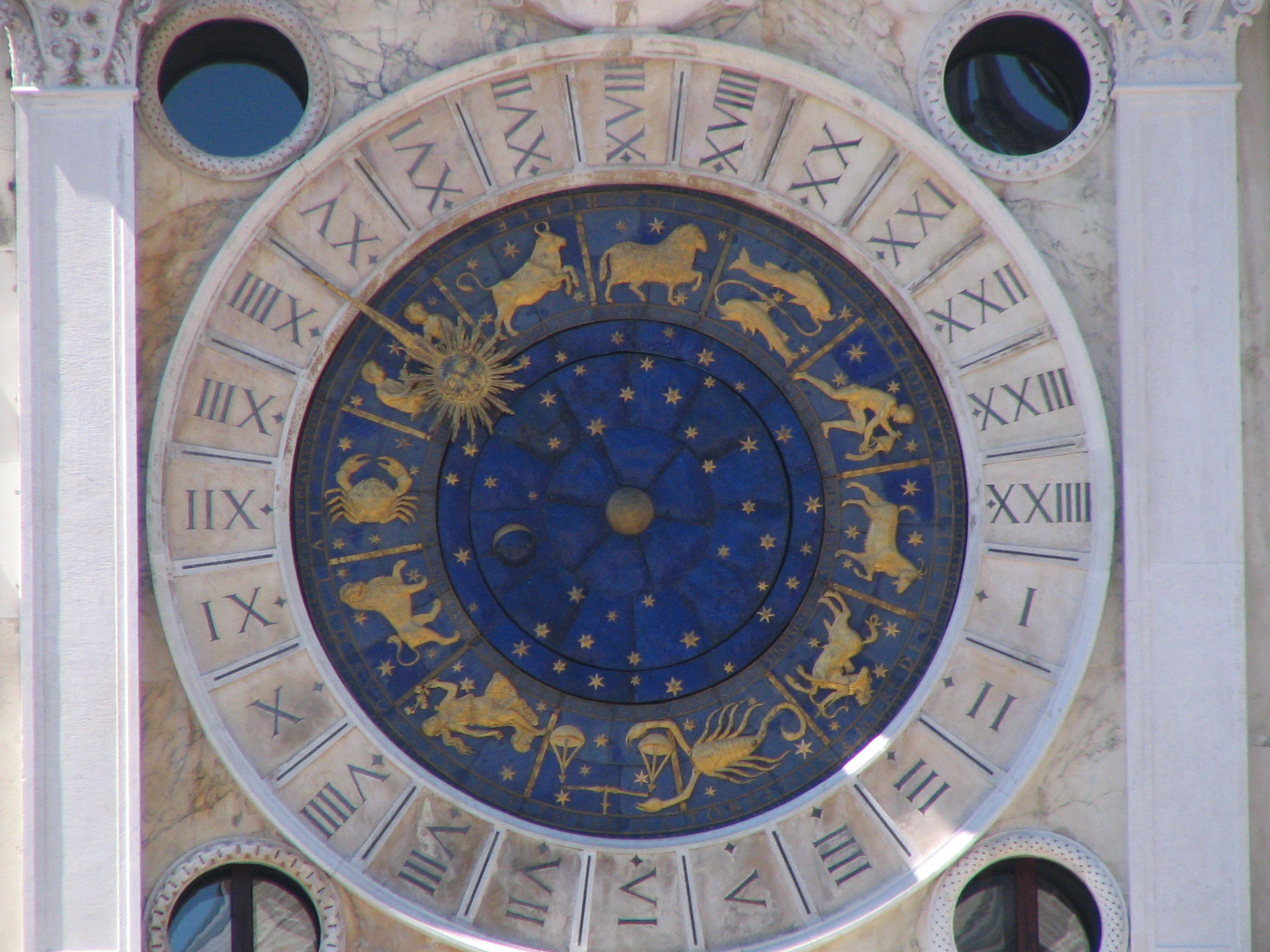
Wijzerplaat

De Torre dell'Orologio is een toren  op het San Marcoplein in Venetië in Italië.
De toren is ontworpen door Mauro Codussi en is gebouwd tussen 1496 en 1499. Bovenop staat een slagklok met daarnaast staan twee bronzen beelden, de "Mori", en eronder een beeld van een leeuw (het symbool van Venetië).
De "Mori", de twee mechanische bronzen klokkenluiders, slaan al vijfhonderd jaar de uren. In de week van de Hemelvaart komt er op elk heel uur een engel met een bazuin uit een deurtje een groet brengen aan het beeld van Maria op de klokkentoren, en op Driekoningen en Hemelvaartsdag verschijnen de drie koningen.
Het uurwerk heeft een blauwe wijzerplaat met Romeinse cijfers met eromheen de tekens van de dierenriem en de fasen van de maan.